# آیین شیطانی
آیین‌های شیطانی (به انگلیسی: The Satanic Rituals) کتابی است از انتان لاوی که در سال ۱۹۷۲ به عنوان کتابی مکمل برای انجیل شیطانی منتشر شد. کتاب شامل ۹ آیین است که به صورت مراسم‌های کوچک و بزرگ گروهی اجرا می‌شوند. گفته می‌شود برخی از این آیین‌ها الهام گرفته از گروه‌های ایزدی، فراماسونری، شوالیه‌های معبد و ایلومیناتی هستند. یکی از آیین‌های این کتاب غسل تعمید شیطانی است و گفته می‌شود اولین کسی که غسل شیطانی داده شده‌است کوچکترین دختر انتان لاوی، زینا شرک، هنرمند عرصه موسیقی و فعال مذهبی است.